# Nida
Il Nida è un fiume che attraversa la Polonia, ha una lunghezza di 153 chilometri.